# Béla Mélykúti
Béla Mélykúti (ur. 9 listopada 1942 w Segedynie, zm. 17 marca 2018 tamże) – węgierski lekkoatleta, płotkarz.
Specjalizował się w biegu na 110 metrów przez płotki. Wystąpił w nim na mistrzostwach Europy w 1966 w Budapeszcie, ale odpadł w przedbiegach. Odpadł także w półfinale biegu na 50 metrów przez płotki na europejskich igrzyskach halowych w 1969 w Belgradzie.
Był mistrzem Węgier w biegu na 110 metrów przez płotki w latach 1965–1970.
Trzykrotnie poprawiał rekord Węgier w tej konkurencji do wyniku 14,1 s, osiągniętego 1 września 1968 w Budapeszcie.